# Barn i Kirke
Barn i Kirke er en dansk stumfilm fra 1908 produceret af Nordisk Films Kompagni instrueret af Viggo Larsen.

## Handling
Barberens barn skal døbes, og gæsterne kommer dryssende med blomster og gaver, mens han stadig er i gang med at tage sig af sin sidste kunde. Da det stadig varer lidt, før ceremonien går i gang, bedes ammen gå en tur med barnet. Hun møder en ung, flot soldat, som hun falder i snak med. Da der kommer en lidt flottere fyr forbi, overlader hun barnet til soldaten. Han må give barnet videre til en anden, da han skal hjem til kasernen. Og sådan fortsætter det, indtil selskabet pludselig undrer sig over, hvor barnet er blevet af. Heldigvis er det blevet indleveret på politistationen, hvor forældrene kan afhente det.

## Medvirkende
- Carl Alstrup
- Oscar Stribolt
- Petrine Sonne
- Frederik Jensen
- Ella la Cour
- Gustav Lund